# Bastøy (więzienie)
Bastøy – więzienie na wyspie o tej samej nazwie w Norwegii, położone 75 km na południe od Oslo. Charakteryzują je ekologiczne utrzymanie, najniższy odsetek recydywy w Europie i łagodny sposób traktowania osadzonych.

## Charakterystyka więzienia

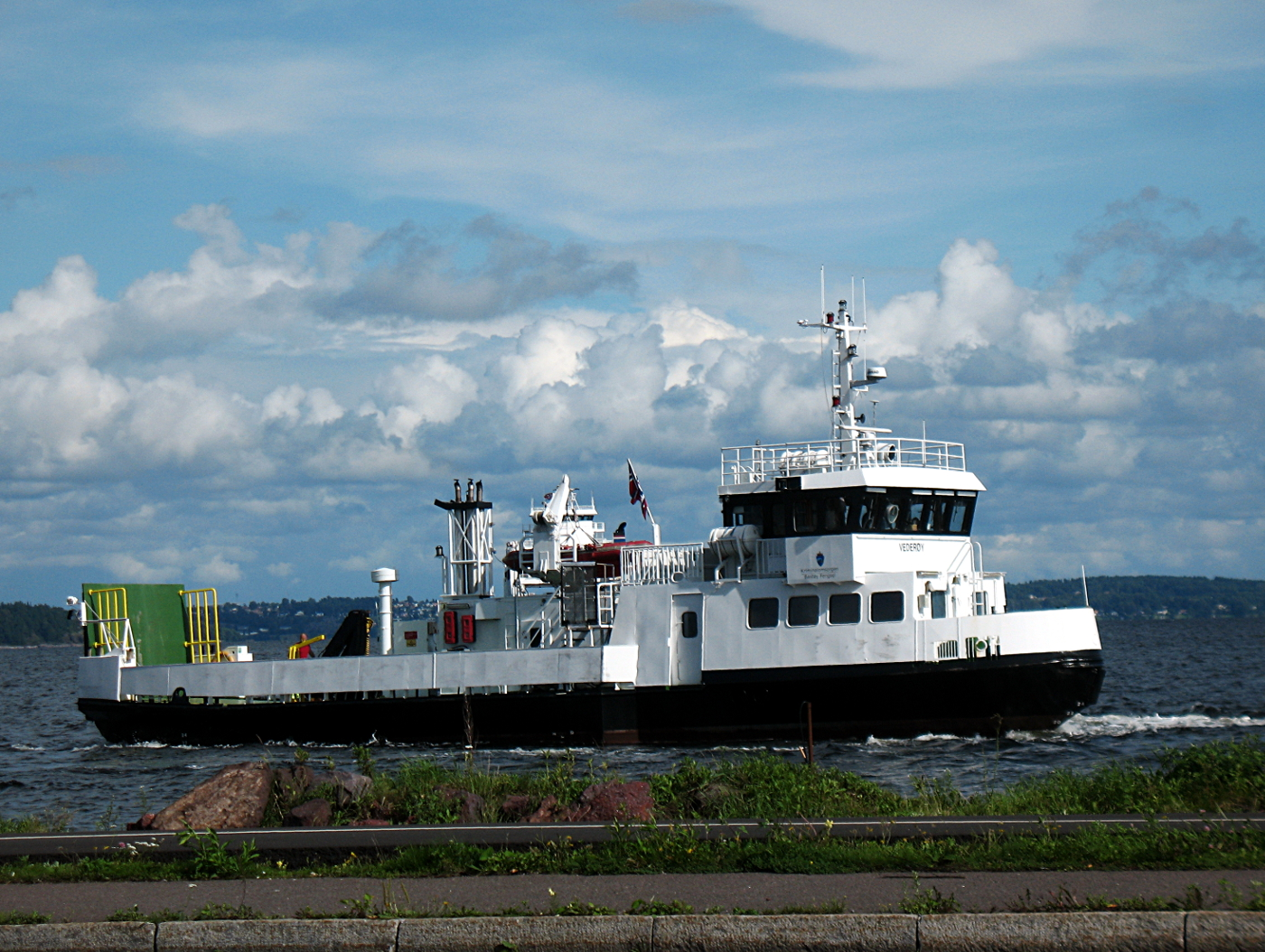
Prom MF Vederøy łączący więzienną wyspę z miastem Horten

Zajmuje powierzchnię 2,6 km². Przebywa w nim 115 skazańców. Dyrektorem więzienia jest Kåre Birger Grebstad. Wcześniej był nim od 2007 Arne Kvernvik-Nilsen, a wcześniej Øyvind Alnæs. Zakład zatrudnia 69 osób, z których 5 zostaje na noc w pracy. Tylko połowa pracowników to strażnicy. Dojazd z więzienia do stolicy kraju zajmuje ok. godziny.
Zakład karny jest nazywany „pierwszym ekologicznym więzieniem na świecie”, gdyż jest zasilany energią słoneczną, produkuje żywność na własne potrzeby, oddaje do recyklingu wszystko, co się da, próbuje zmniejszyć emisję dwutlenku węgla oraz jest ogrzewany drewnem. Jest jednym z najbardziej obleganych więzień w Norwegii. Po opuszczeniu zakładu jedynie 16% więźniów dopuszcza się recydywy (dla porównania średnia europejska wynosi ok. 70%). Jest to najniższy poziom recydywy w Europie.
Jedynym środkiem transportu umożliwiającym dotarcie na wyspę jest prom odpływający z Horten, który jest obsługiwany przez penitencjariuszy więzienia. W zakładzie przebywają skazańcy z 20 państw, w tym Polacy, Etiopczycy i Pakistańczycy. Jest to najtańszy w utrzymaniu zakład karny w kraju. Wszyscy więźniowie to mężczyźni.

## Historia
W latach 1900–1953 na wyspie działał ośrodek poprawczy dla chłopców. 21 maja 1915 w ośrodku doszło do buntu, w wyniku którego złagodzono panujący w ośrodku reżim. Więzienie otwarto w 1982 roku.

## Warunki życia skazańców

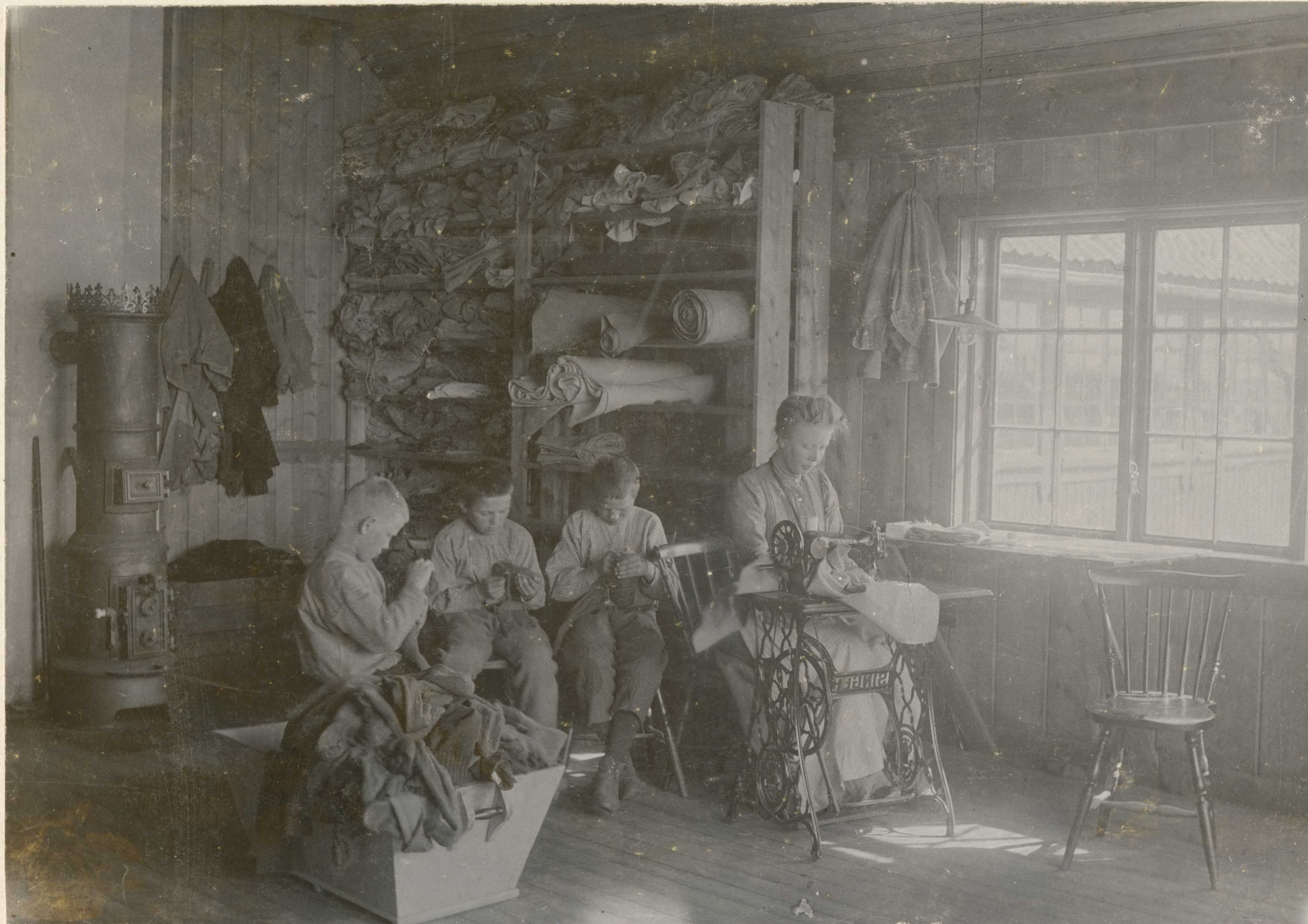
Chłopcy umieszczeni w poprawczaku szyją ubrania, 1903

Osadzeni mieszkają w drewnianych domkach i pracują na więziennej farmie, hodując drób i opiekując się owcami, krowami i końmi. Zajmują się także zbieraniem jagód, naprawą rowerów, pracą w pralni lub stolarni. Pracują po 7 godzin dziennie (od 8:30 do 15:30). Mają oni zapewniony obiad, który jedzą wspólnie, natomiast za pozostałe posiłki odpowiadają sami. Każdy więzień ma swój własny pokój. Więźniowie noszą własne ubrania zamiast strojów więziennych. Przestępcy odsiadujący wyrok w innych więzieniach, mogą ubiegać się o przeniesienie do Bastøy pięć lat przed końcem wyroku. Za swoją pracę skazańcy otrzymują 59 koron norweskich (ok. 30 zł) dziennie. Ponadto dostają równowartość 70 funtów (ok. 350 zł) tygodniowo na kupno pożywienia.
W wolnym czasie więźniowie mogą jeździć konno, biegać na nartach, grać w tenisa i piłkę nożną oraz łowić ryby, a zimą biegać na nartach. Mogą też udać się na plażę, do sauny, do biblioteki, do kina, na siłownię, ściankę wspinaczkową, solarium lub do kościoła. Ponadto mają dostęp do grilla, mediów i Internetu, a obcokrajowcy mają zapewniony kurs języka angielskiego i norweskiego. Ponadto skazańcy uczęszczają na kursy obsługi komputera i zajęcia z prac ręcznych. Uczestniczą oni również w wielu wydarzeniach kulturalnych. Dla więźniów są także przeprowadzane szkolenia zawodowe. Mają oni również zezwolenie na widywanie się z rodziną i znajomymi w każdy weekend. 18 miesięcy po wyjściu z więzienia mogą podjąć pracę.
W zakładzie karnym nie ma monitoringu, a strażnicy nie używają w stosunku do osadzonych pistoletów ani pałek. W zamian skazańcy nie mogą spożywać alkoholu, używać narkotyków ani stosować przemocy. W całej historii placówki nigdy nie doszło do zabójstwa ani pobicia. Jeden z więźniów wydostał się z zakładu i opuścił wyspę, ale szybko został złapany i zamknięty w innym więzieniu. Zdarzył się także przypadek, że jeden ze skazanych uciekł w drodze do więzienia.

## Bastøy w kulturze popularnej
Michael Moore przedstawił więzienie w swoim filmie dokumentalnym „Sicko” wydanym w 2007. W 2008 powstał film dokumentalny „Presidenten fra Bastøy fengsel” w reżyserii Charlotte Røhder Tvedt, opowiadający o przebywającym w więzieniu Kenijczyku starającym się dostać do kenijskiego parlamentu. W 2010 stworzono dwa filmy poświęcone zakładowi – jeden film dokumentalny „Bastøy. Wyspa więźniów” nakręcony przez Michela Kapteijnsa, a drugi dramat fabularny – „Wyspa skazańców” – przez Mariusa Holsta. W 2015 roku Michael Moore ponownie zaprezentował więzienie w kolejnym filmie dokumentalnym „Where to Invade Next”, w którym podróżując po kilku państwach europejskich szuka rozwiązań problemów, z którymi zmagają się Stany Zjednoczone.
Krzysztof Spadło osadził tam akcję powieści „Więzień z Bastøy”, wydanej w październiku 2022.